# Andrea Fogli
Andrea Fogli (Roma, 25 dicembre 1959) è un artista italiano.

## Biografia
Dopo gli studi classici, si è laureato in Filosofia all'Università di Roma nel 1983.
Ha cominciato ad esporre in Italia e all'estero nel 1985.

## Opere e partecipazioni
Tra le opere di Fogli si segnalano quelle conservate nei seguenti musei:
- Museo d’Arte Moderna di Bologna[1][2];
- Museo d'arte moderna e contemporanea di Trento e Rovereto;
- Museo d'Arte Contemporanea di Roma.

Fogli ha partecipato a numerose mostre, tra le quali:
- "Scala Reale", Villa delle Rose - Museo d’Arte Moderna di Bologna, 2002[3];
- "Diario delle Ombre", MARTa, Herford, 2006[4];
- "Voyage au centre du monde", Galerie Meessen de Clercq, Brussels, 2008[5];
- Galerie Heike Curtze, Vienna, 2010[6];
- "Visionen", MARTa, Herford, 2013[7];
- "Ritratto di una città # 2. Arte a Roma 1960-2001", MACRO, Roma, 2013[8];
- "Ogni cosa", Musei di Villa Torlonia, Roma, 2013[9].